# Drymoanthus adversus
Drymoanthus adversus là một loài thực vật có hoa trong họ Lan. Loài này được (Hook.f.) Dockrill mô tả khoa học đầu tiên năm 1967.